# ゾンビーズ ザ・シリーズ
ゾンビーズ ザ・シリーズ（Zombies: The Re-Animated Series）は、2024年6月28日からディズニーチャンネルで放送されているアメリカ合衆国のテレビアニメ 。日本では2024年10月27日からディズニーチャンネルで放送されている。本作は映画「ゾンビーズ」をアニメ化した作品となっている。

## キャラクター
アディソン・ウェルズ
声 - メグ・ドネリー、Lynn（日本語吹き替え版）
ゼッド・ネクロドポリス
声 - ミロ・マンハイム、米内佑希（日本語吹き替え版）
バッキー・ブキャナン
声 - トレバー・トージマン、古川慎（日本語吹き替え版）
ウィラ・ライケンセン
声 - チャンドラー・キニー、楠見藍子（日本語吹き替え版）
イライザ・ザンビー
声 - カイリー・ラッセル、櫻庭有紗（日本語吹き替え版）
ウィンター・バーコウィッツ
声 - アリエル・マーティン、不明（日本語吹き替え版）
ワイアット・ライケンセン
声 - ピアース・ジョザ、不明（日本語吹き替え版）
ブリー
声 - カーラ・ジェフリー、不明（日本語吹き替え版）
ボンゾ
声 - ジェームズ・ゴッドフリー、不明（日本語吹き替え版）
A-スペン?
声 - テリー・フー、不明（日本語吹き替え版）
リー校長
声 - ナオミ・スニカス、塙英子（日本語吹き替え版）

## エピソード

### ゾンビーズ ザ・シリーズ ショーツ
| #  | サブタイトル | 原題                         | 放送日         |
| -- | ------------ | ---------------------------- | -------------- |
| 1  |              | Endless Summer               | 2023年 7月21日 |
| 2  |              | Solstice Slasher             | 7月28日        |
| 3  |              | Grill or Be Grilled          | 8月4日         |
| 4  |              | Cabin in the House           | 8月11日        |
| 5  |              | ZOMBIES Summer Mini Bites    | 8月28日        |
| 6  |              | Suddenly Seabrook            | 9月2日         |
| 7  |              | I Think We're a Clone Now    | 9月9日         |
| 8  |              | Coach's Cat                  | 9月16日        |
| 9  |              | Robot Space Bear             | 9月23日        |
| 10 |              | Wynter Transport             | 9月30日        |
| 11 |              | ZOMBIES Halloween Mini Bites | 10月28日       |
| 12 |              | ZOMBIES Mini Bites           | 12月31日       |

### シーズン1
全20話、1話に付き約23分。
基本的に2つのエピソードで構成されているが、一部のエピソードでは2つのパートで1話分を構成する。
| #  | サブタイトル                           | 原題                                                         | 放送日          |
| -- | -------------------------------------- | ------------------------------------------------------------ | --------------- |
| 1  | 1年をリピート!ゾーダはいかが           | Re-Senior YearI Scream Zoda                                  | 2024年 10月27日 |
| 2  | 自動販売機の戦い!自習は気ままに        | Rage Against the Vending MachineYoung, Wild, and Free Period | 2024年 10月27日 |
| 3  | 消えたウィラのブーツクローン・トラブル | These Boots Were Made for WillaDouble Troubled               | 2024年 10月27日 |
| 4  | 正反対のふたり暴走ワイアット           | Alien vs. ShredatorA Wyatt Place                             | 2024年 10月27日 |
| 5  | バッキーになろう!ダイナーを守れ        | Invasion of the Bucky SnatchersThe Dining                    | ?               |
| 6  | ようこそ転校生恐怖のゲームナイト       | Training DaeYoungins & Dragons                               | ?               |
| 7  | 劇は大ピンチワイアットの秘密           | Foul PlayCatch Meat If You Can                               | ?               |
| 8  | バッキーとバーキー                     | When Bucky Met Barky                                         | ?               |
| 8  | どろんこバディ                         | The More, The Burier                                         | ?               |
| 9  | 親友の絆                               | No Woman BFF'd Behind                                        | ?               |
| 9  | お世話は大変                           | Pet Peeves                                                   | ?               |
| 10 | シュリンプ・トック                     | Something to Tok About                                       | 2025年 1月26日  |
| 10 | 一番のファンは誰？                     | Last Fan Standing                                            | 2025年 1月26日  |
| 11 | リアリティショーの夜                   | Reality Check, Please!                                       | 2025年 2月2日   |
| 11 | オオカミ対巨人                         | Their Guy Sasquatch                                          | 2025年 2月2日   |
| 12 | 恐怖のシーブルック！                   | Screambrook                                                  | 2024年 10月27日 |
| 13 | ゼッドとリトルゼッド                   | The Return of the Living Zed                                 | 2025年 2月9日   |
| 13 | アートは苦手                           | Paint It Blech                                               | 2025年 2月9日   |
| 14 | オオカミ族の悩み                       | The Dark Side of the Moonies                                 | 2025年 2月16日  |
| 14 | 目指せ！クイズ王                       | AWOOtiful Mind                                               | 2025年 2月16日  |
| 15 | 小さな魔女                             | Teeny Witch                                                  | 2025年 3月2日   |
| 15 | ハンターの復活                         | The Hunter Games                                             | 2025年 3月2日   |
| 16 | ミニ冷蔵庫に夢中                       | A Fridge Too Far                                             | 2025年 3月9日   |
| 16 | 気になるコメント                       | The Ter-meh-nator                                            | 2025年 3月9日   |
| 17 | クリスマスの精霊                       | Santler Claws is Comin' to Town                              | 2024年 12月14日 |
| 18 | ディベート猛特訓                       | Waved and Confused                                           | 2025年 3月16日  |
| 18 | ジップラインを楽しもう                 | Abandon Zip                                                  | 2025年 3月16日  |
| 19 | 会えないふたり                         | Crazy, Stupid, Crush                                         | 2025年 3月23日  |
| 19 | ウィンターの夢                         | Ready Player Wynter                                          | 2025年 3月23日  |
| 20 | ゾンビと踊ろう！                       | I Wanna Dance with SomeZombie                                | 2025年 3月30日  |

## スタッフ
- 原案 - デビッド・ライト、ジョセフ・ラソ
- Developed by - アリキ・テオフィロプロス、ジャック・フェライオロ
- 音楽 - マット・ウォン、ジャック・クーゲル、ハンナ・ジョーンズ
- エグゼクティブプロデューサー - アリキ・テオフィロプロス、ジャック・フェライオロ、ゲイリー・マーシュ、デビッド・ライト、ジョセフ・ラソ
- 制作 - ウォルト・ディズニー・アニメーション

### 日本語版スタッフ
- 翻訳 - 粟谷恭子
- 演出 - 横田知加子
- 音楽演出 - 安西康高
- 録音制作 - グロービジョン

## 主題歌
「マイ・イヤー（リミックス版）」
作曲 - アミット・メイ・コーエン、日本語版歌唱 - 隆成
映画版をリミックスしたバージョン。

## 配信
アメリカ合衆国ではDisney+で本放送から翌日に配信されている。日本ではショーツのみ配信されており、テレビシリーズは未定となっている。